# Société anonyme des Charbonnages du Hasard
Pour les articles homonymes, voir Hasard.

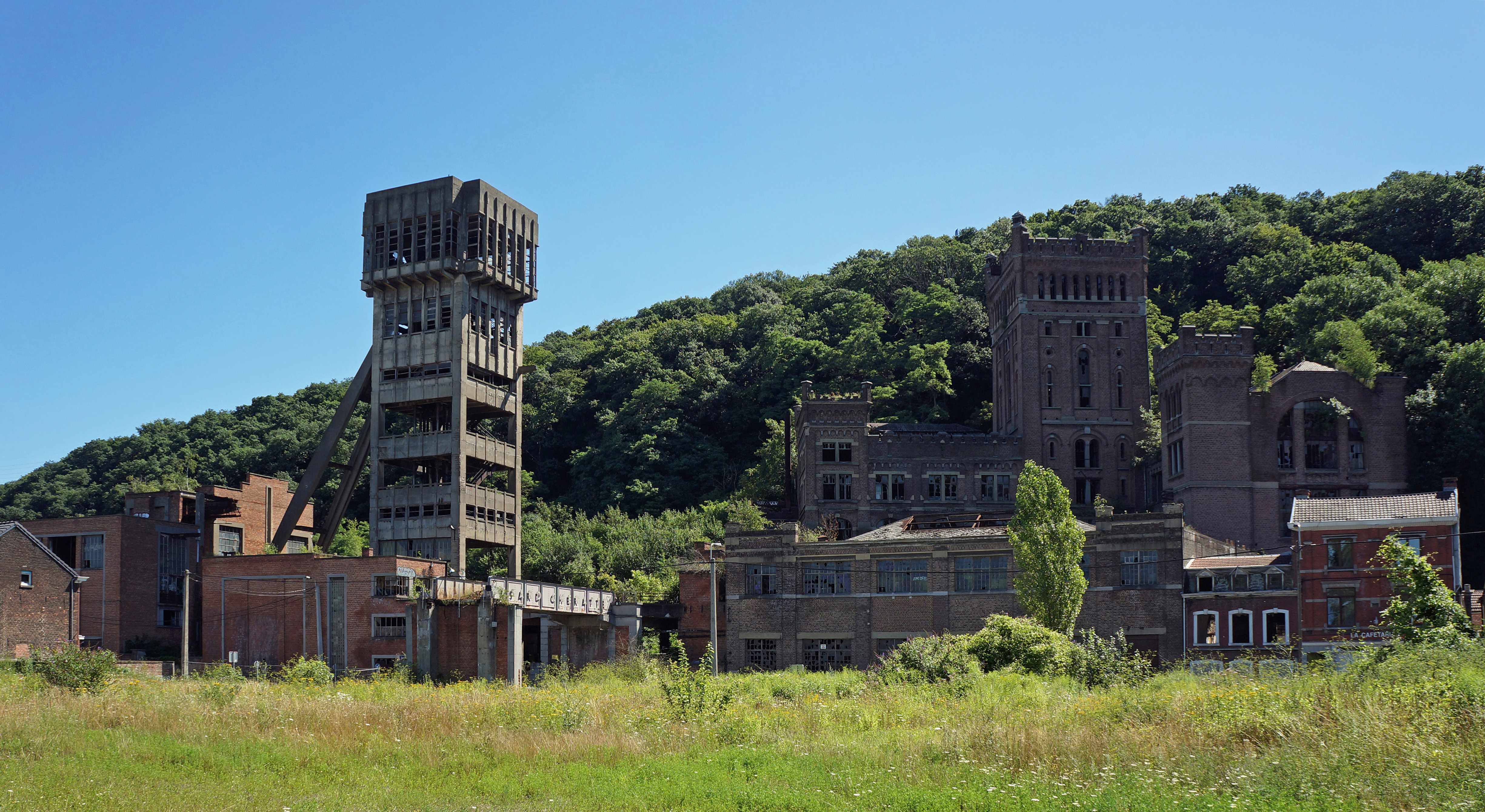
Le Siège de Hasard de Cheratte 10 en 2013.

La Société anonyme des Charbonnages du Hasard est une ancienne société charbonnière de la région de Liège, dont la concession se situait sur les territoires des anciennes communes de Cheratte, Housse, Barchon, Cerexhe-Heuseux, Soumagne et Fléron, dorénavant entièrement Visé, Blegny, Soumagne et Fléron, mais aussi Herstal, dans la vallée de la Meuse en aval de Liège, essentiellement en rive droite,.
Elle avait des sièges à Cheratte, Fléron, Micheroux, Soumagne et Herstal. 
Située à l'aval charbonnier du bassin liégeois, avec une extension sous le plateau de Herve, la concession voisinait de nombreuses autres concessions dont les principales étaient celles de la Société anonyme des Charbonnages de Bonne Espérance, Batterie, Bonne-Fin et Violette, de la Société anonyme des Charbonnages de la Grande Bacnure et de la Société anonyme des Charbonnages de Wérister.
La société cessera ses activités après la fin de l'extraction au siège de Cheratte en 1977.

## L'exploitation

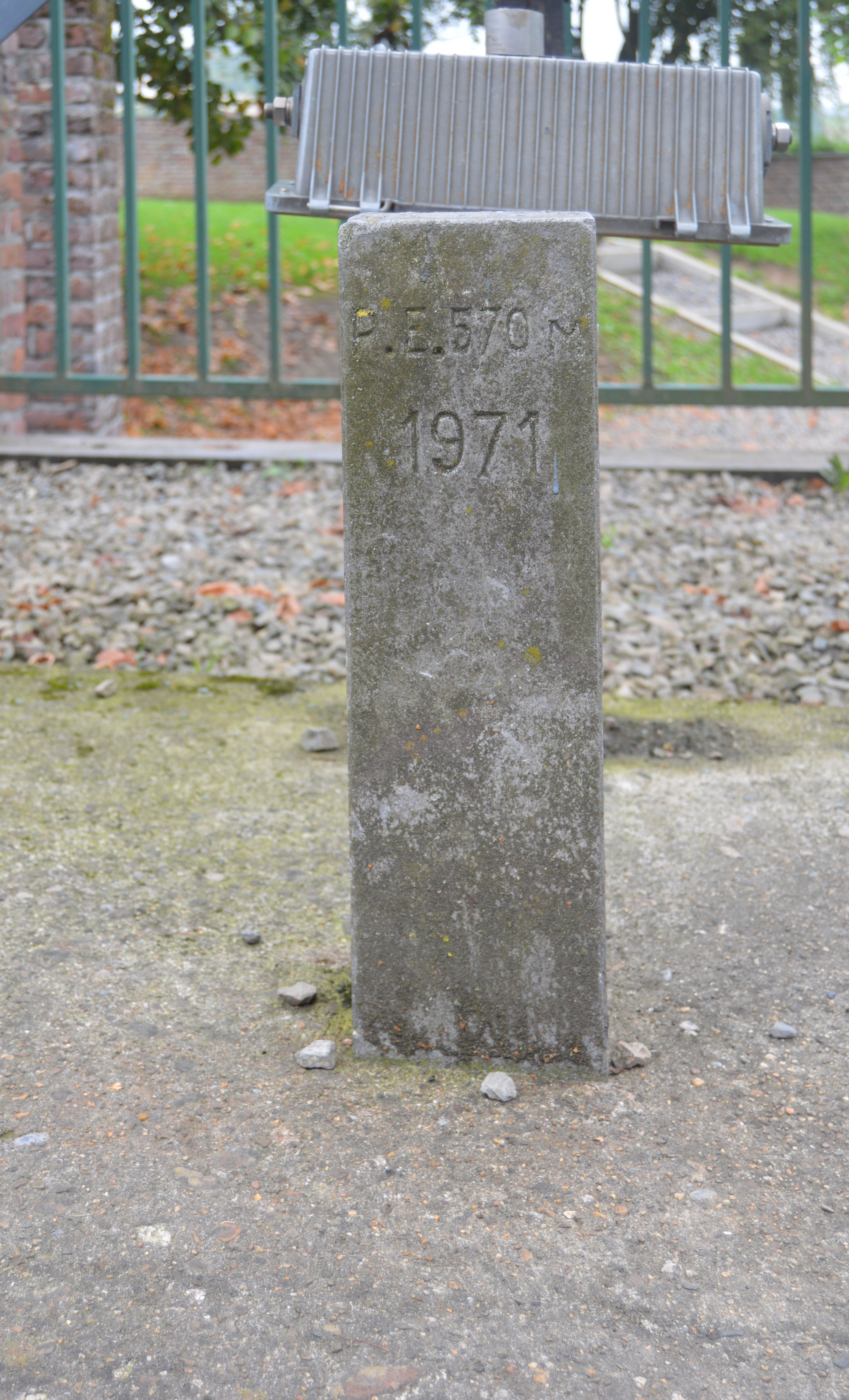
Borne sur le puits d'extraction au Bas-Bois.

Entre 1511 et 1811 le charbon est exploité par d'anciens maîtres de fosse par de multiples petits puits à faible profondeur sur les domaines de Barchon, Cheratte et Saive ; la première machine à vapeur est installée en 1827. Vers 1828, les galeries souterraines formant un réseau minier sont victimes de fortes affluences d'eau. Huit araines (galerie creusée pour évacuer l'eau) sont alors creusées . 

En 1845, la première société charbonnière est fondée à Cheratte. La véritable exploitation industrielle commence après 1847. C'est en 1848, que seront entrepris les deux puits qui s’enfonceront jusqu’à 170 mètres et 250 mètres sous la surface.

En 1869, les concessions de Bouhouille, de Cheratte et de Housse deviennent la "Société Anonyme des Charbonnages de Cheratte, Bouhouille et Housse réunis" et en 1872 les trois concessions deviennent "Concession de
Cheratte".

En 1877, une forte venue d'eau tue plusieurs mineurs. C'est la présence de la Meuse, proche, qui en est la cause. À la suite de cet accident, la compagnie est mise en liquidation judiciaire et cesse toute extraction de charbon. 

L'arrêt d'exploitation durera 30 ans jusqu'en 1905 quand la concession de Cheratte est rachetée par la Société anonyme des Charbonnage du Hasard, dont le siège est situé dans la localité voisine de Micheroux. 

Le gisement est considéré comme très riche avec une vingtaine de couches de charbon mais ce charbon se trouvait beaucoup plus bas que l'exploitation actuelle. Il est donc décidé de construire une tour d'extraction pour le premier puits. Cette tour en brique, d'aspect "médiéval" d'une hauteur de 30 mètres est bâtie en 1907.

Dans les années 1920 sont construits un port à Cheratte et de nouvelles voies de chemin de fer pour acheminer le charbon. Une cité ouvrière sera construite à partir de 1925 pour accueillir les mineurs et leurs familles dont le nombre augmentant sans cesse pour arriver à 1500 ouvriers en 1930.

En 1930, la Société absorbe la Société anonyme des Charbonnages de Maireux et Bas-Bois et sa concession voisine. Les galeries sont connectées et la production est entièrement évacuée par le siège de Cheratte. Elle acquerra également la même année la Société anonyme du Charbonnage de Belle-Vue et Bien-Venue à Herstal.
Les puits Sainte-Anne et Charles à Fléron ferment en 1963. Le siège de Herstal cesse son activité en 1968, Bas-Bois en 1970, et Grande Bure à Micheroux  en 1974.
En 1977, le siège du Cheratte fermait ses portes, et la société du Hasard disparaissait.

## De nos jours
Le siège 10 du Hasard est resté pour bonne part en l'état depuis la fin des activités minières en 1977. En 2007, le Hasard est inclus dans le programme de réhabilitation du Gouvernement wallon pour les bâtiments suivants :
- les façades et les toitures du phalanstère,
- la salle des machines,
- le chevalement du puits no 4,
- la colline boisée et la cité-jardin.

La tour du puits no 1 était déjà classée depuis les années 1980.

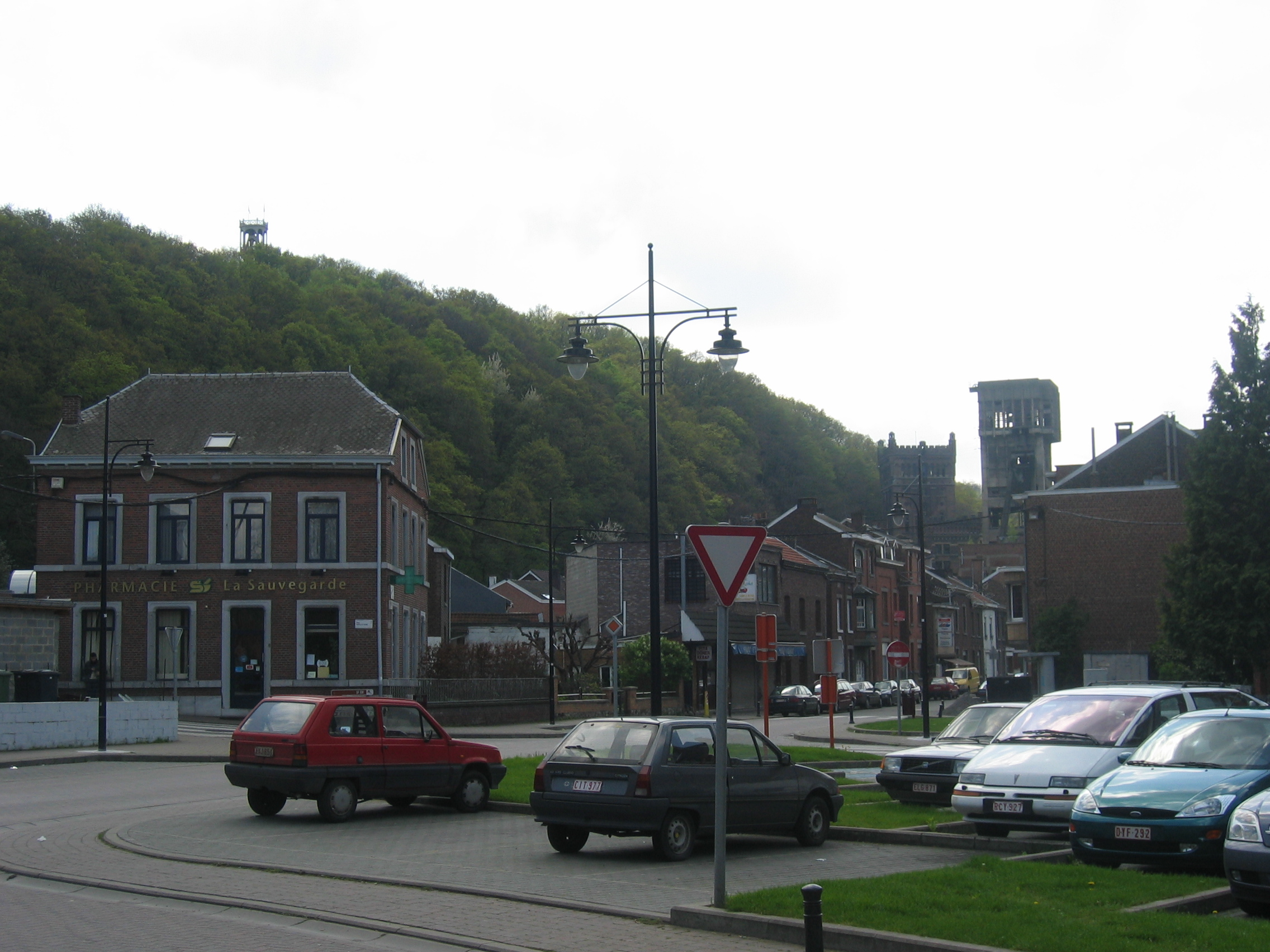
À droite, les deux tours d'extraction des puits no 1 et no 3. Au-dessus de la colline, on aperçoit le puits no 4.
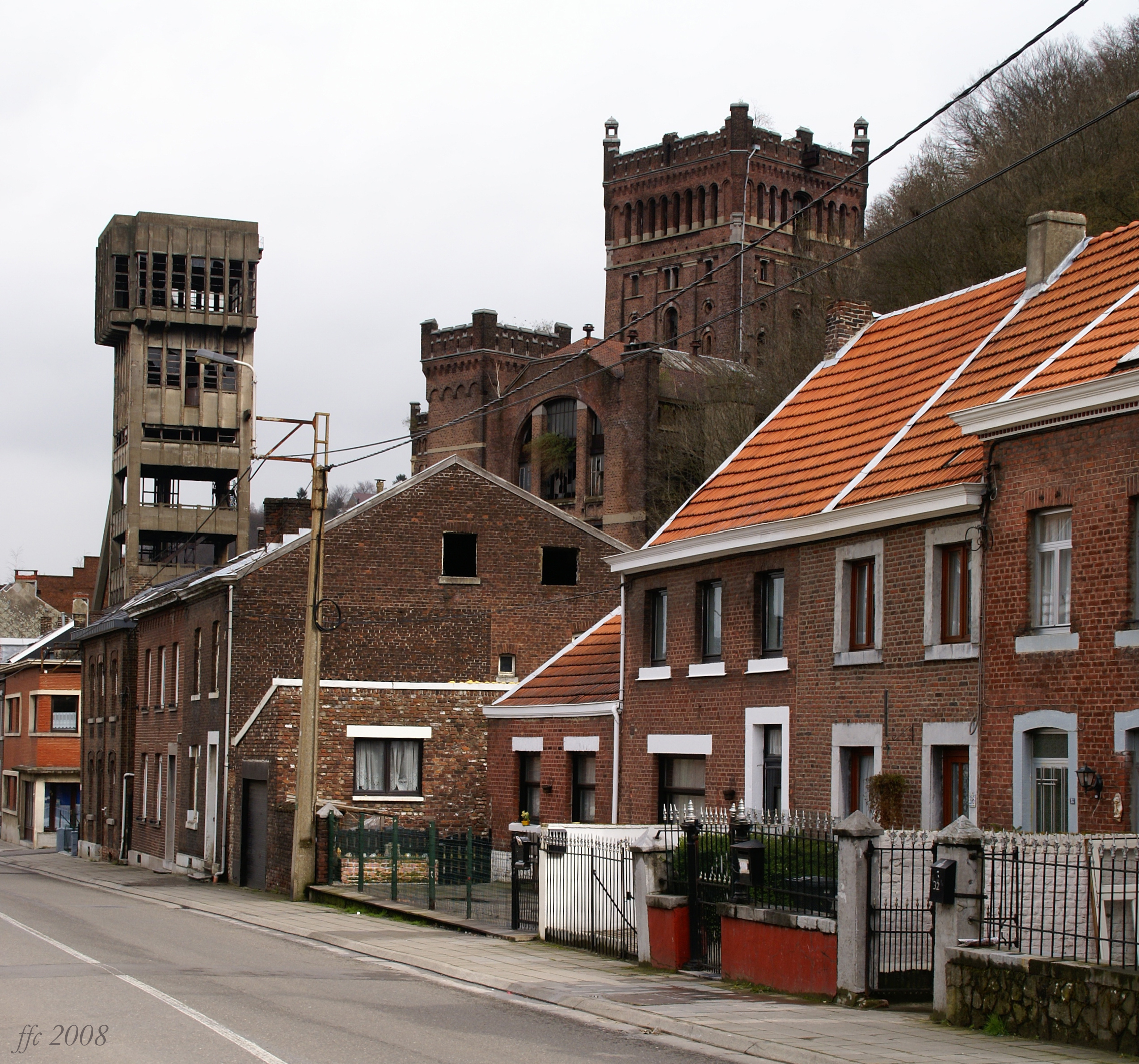
Les deux tours.
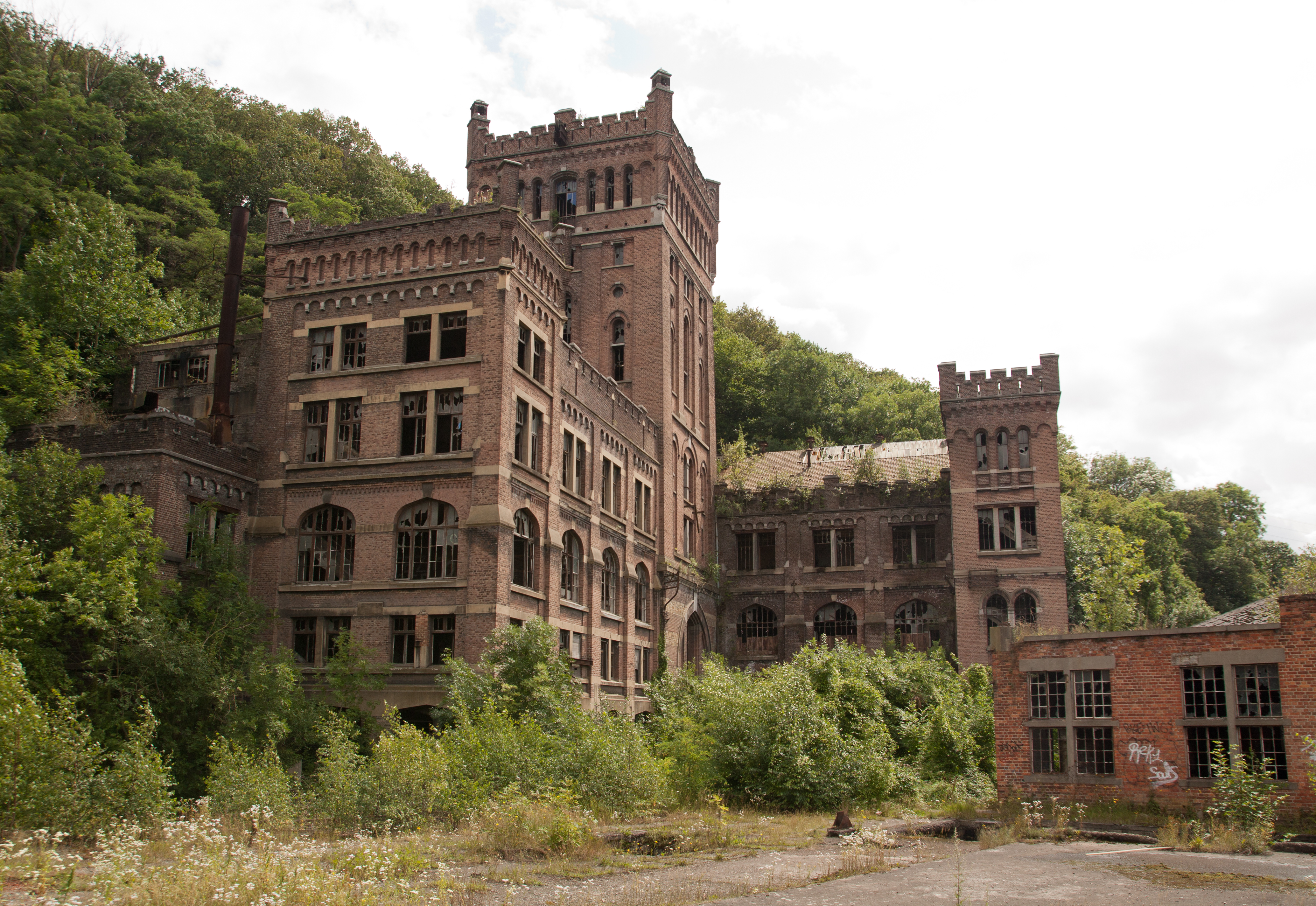
Le carreau du puits no 1.

Le site du Bas-Bois également été pour bonne part conservé, dont la belle-fleur métallique qui est la dernière de la région de Liège. 

Une tombe du puits Maireux est toujours visible.

Des puits sont toujours visibles sur le site Belle-vue et Bien-venue à Herstal. 

Les tombes Charles et Sainte-Anne des puits situés à Fléron sont toujours visibles. 

Il y a encore quelques bâtiments et des tombes des puits de Hasard-Micheroux. 
Les caractéristiques du terril du site de Micheroux (situé sur le territoire de Retinne), ainsi que les processus de pentes actuels sur ce terril ont été décrits en détail dans une étude de l’Université de Gand.
Le terril de Retinne comporte un grand nombre de rigoles d’érosion sur son flanc nord-est, en lien avec sa très forte pente.
Un glissement de terrain a eu lieu en 2001, en lien avec l’autocombustion du terril de Retinne.

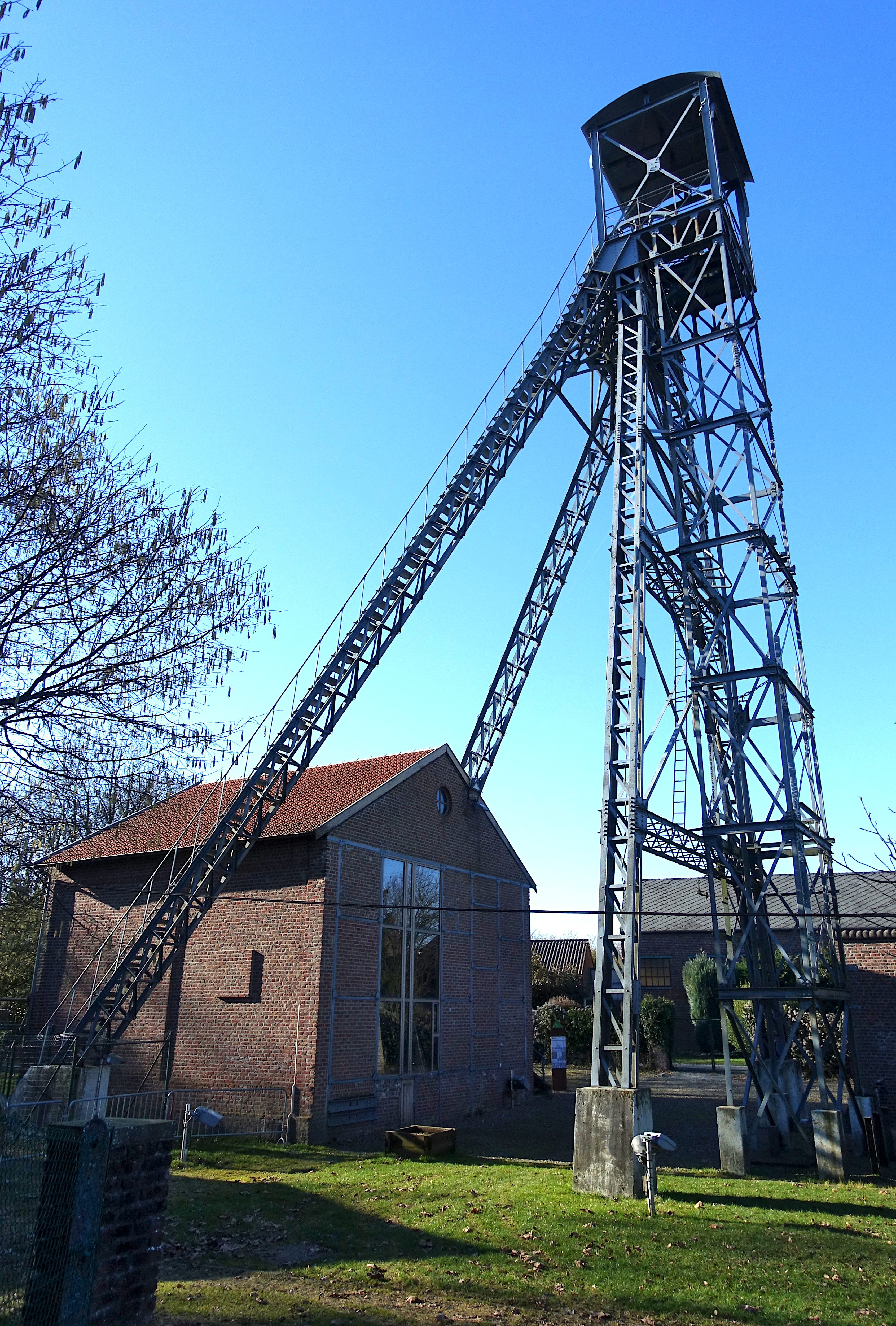
Belle Fleur de Bas-Bois
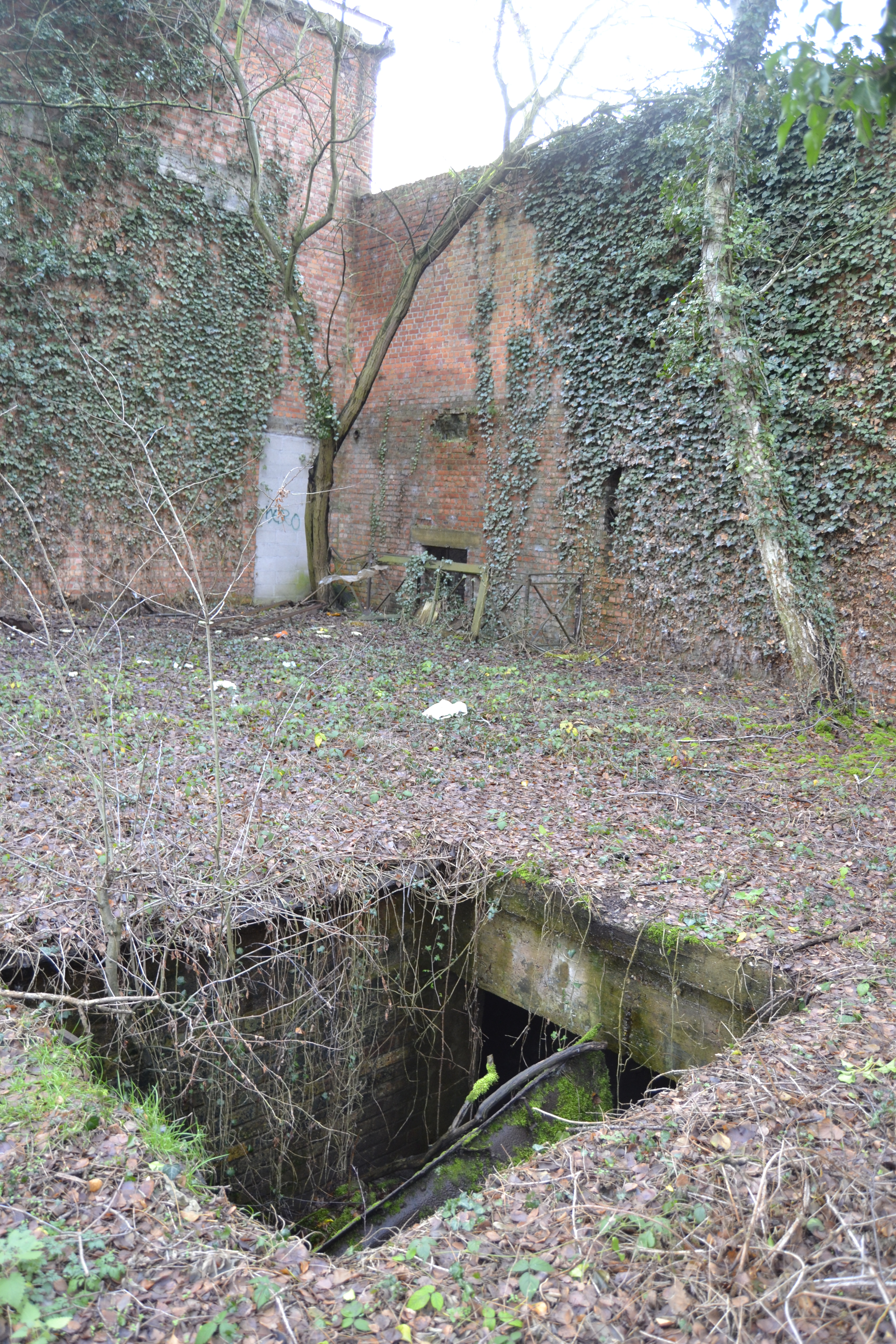
Puits de Belle-Vue et Bienvennue à Herstal
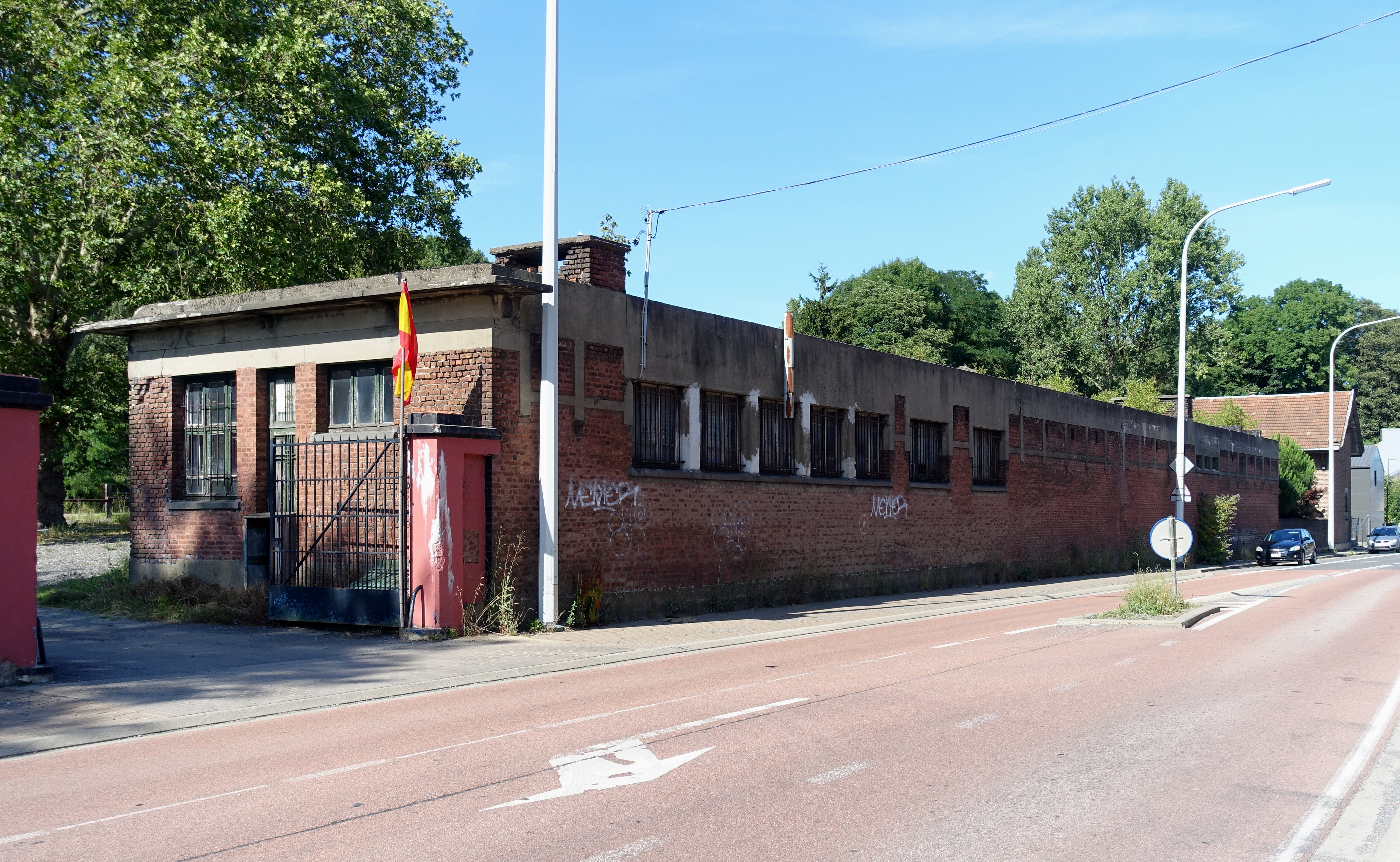
Entrée de Hasard-Micheroux
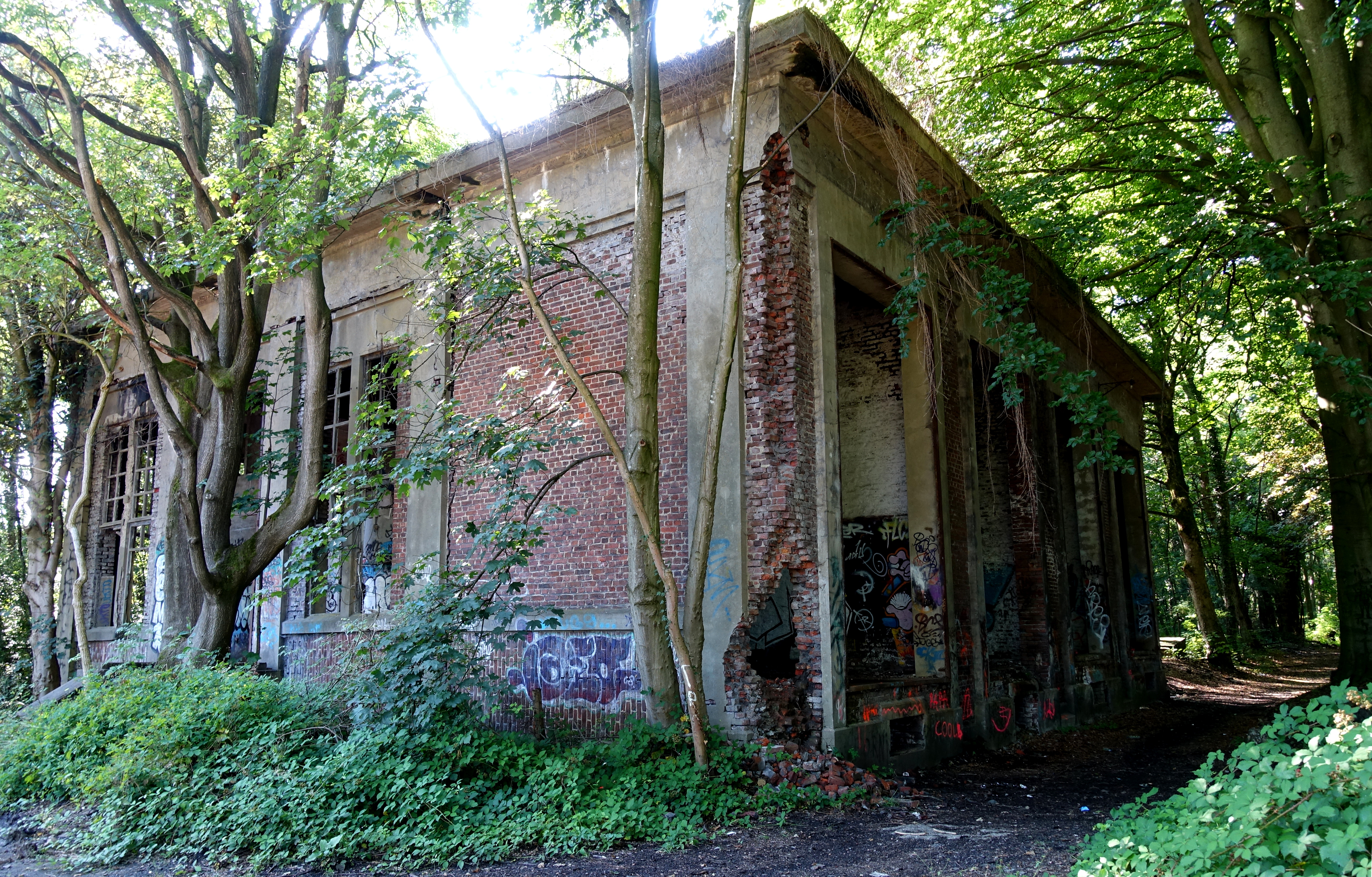
Bâtiment de Hasard-Micheroux
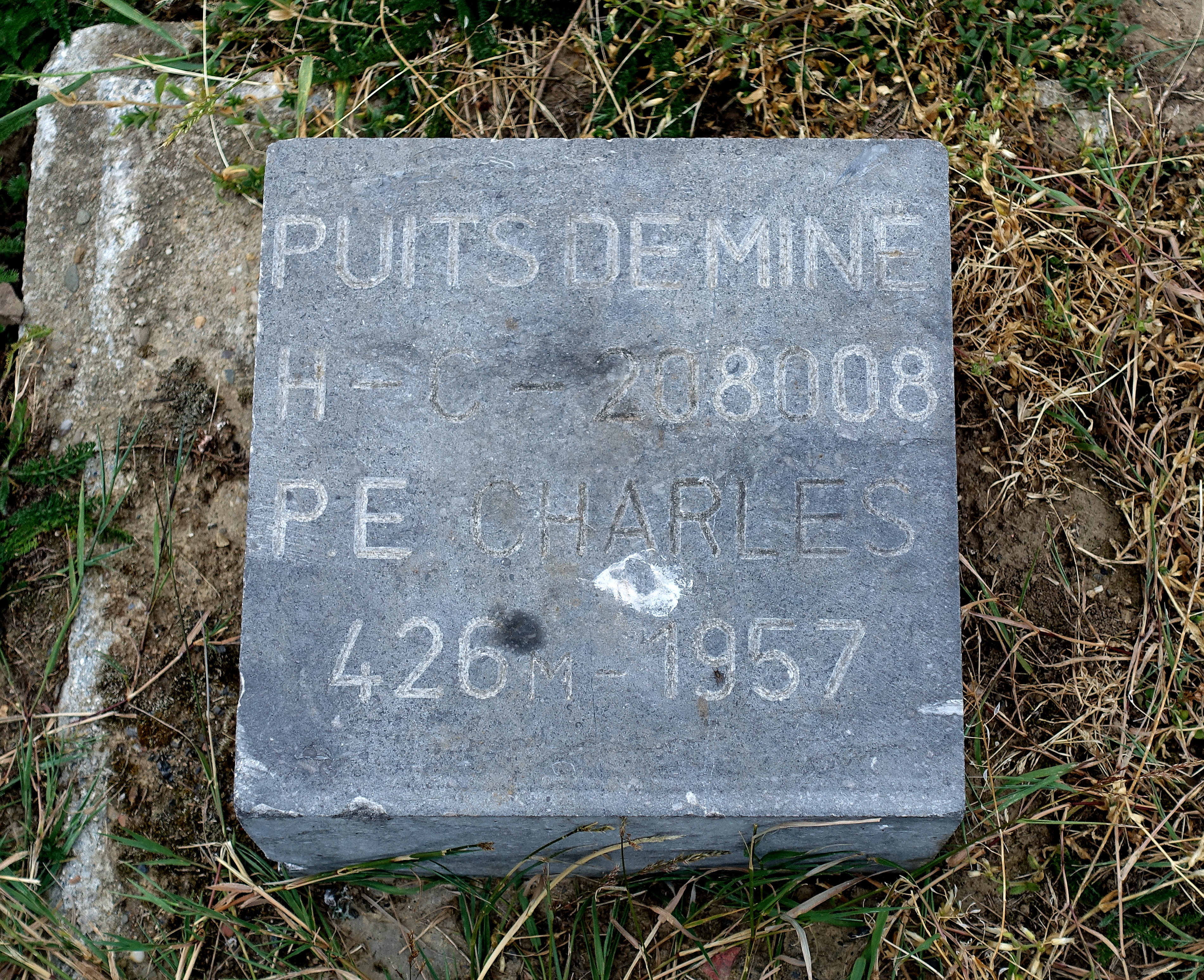
Puits Charles de Hasard-Fléron

## Géolocalisation approximative des anciens sites d'exploitation[1]
- Bas-Bois : 50° 37′ 10″ N, 5° 44′ 17″ E
- Belle-Vue : 50° 39′ 31″ N, 5° 37′ 10″ E
- Charles : 50° 37′ 12″ N, 5° 41′ 28″ E
- Cheratte : 50° 40′ 51″ N, 5° 40′ 11″ E
- Guillaume : 50° 37′ 53″ N, 5° 44′ 18″ E
- Gustave : 50° 37′ 30″ N, 5° 42′ 37″ E
- Maireux : 50° 37′ 16″ N, 5° 44′ 56″ E
- Sainte-Anne : 50° 37′ 13″ N, 5° 41′ 27″ E
- Vieux Bure: 50° 37′ 30″ N, 5° 42′ 42″ E

## Terrils[10],[11]
- Bas-Bois - 50° 37′ 07″ N, 5° 44′ 16″ E - (inexploité)
- Belle Vue - 50° 39′ 32″ N, 5° 37′ 16″ E - (disparu)
- Belle Vue (2) - 50° 39′ 31″ N, 5° 36′ 54″ E - (inexploité)
- Cheratte 8 - 50° 40′ 52″ N, 5° 40′ 24″ E - (disparu)
- Cheratte 9 - 50° 41′ 02″ N, 5° 39′ 54″ E - (disparu)
- Cheratte 9 (2) - 50° 40′ 42″ N, 5° 39′ 36″ E - (disparu)
- Cheratte 10 - 50° 40′ 34″ N, 5° 40′ 14″ E - (disparu)
- Cheratte 11 - 50° 40′ 27″ N, 5° 40′ 34″ E - (disparu)
- Fléron - 50° 37′ 11″ N, 5° 41′ 28″ E - (disparu)
- Guillaume 3 - 50° 37′ 57″ N, 5° 44′ 15″ E - (disparu)
- Guillaume 4 - 50° 37′ 50″ N, 5° 44′ 23″ E - (disparu)
- Maireux 5 - 50° 37′ 17″ N, 5° 45′ 02″ E - (inexploité)
- Micheroux 1 - 50° 37′ 47″ N, 5° 42′ 27″ E - (inexploité)
- Micheroux 2 - 50° 37′ 23″ N, 5° 42′ 48″ E - (inexploité)
- Point central - 50° 37′ 20″ N, 5° 44′ 32″ E - (inexploité)